# Y Parece Bobo
Y Parece Bobo è un album di Tito Puente, pubblicato dalla Alegre Records nel 1963. Il disco fu registrato nel 1962.

## Tracce
Lato A
1. Dime donde vas (Tito Puente)
2. Baba mi (Tito Puente)
3. Me llevo los cueros (J Barreto)
4. En el zorzal (J Barreto)
5. Llego el frizao (B Escoto)
6. Eres mi reina (Tito Puente)

Lato B
1. En el ambiente (J Barreto)
2. Cuero pa' bailar
3. Yo soy el merenguero (A Daly)
4. Guajeo Guajira (Tito Puente)
5. Y parece Bobo (J Barreto)
6. Oigame compay (Tito Puente)

## Musicisti
- Tito Puente - timbales, percussioni, arrangiamenti
- Chivirico Dàvila - voce
- Bobby Escoto - voce
- altri musicisti non accreditati